# Maxillaria jenischiana
Maxillaria jenischiana är en orkidéart som först beskrevs av Heinrich Gustav Reichenbach, och fick sitt nu gällande namn av Charles Schweinfurth. Maxillaria jenischiana ingår i släktet Maxillaria och familjen orkidéer. Inga underarter finns listade i Catalogue of Life.

## Bildgalleri

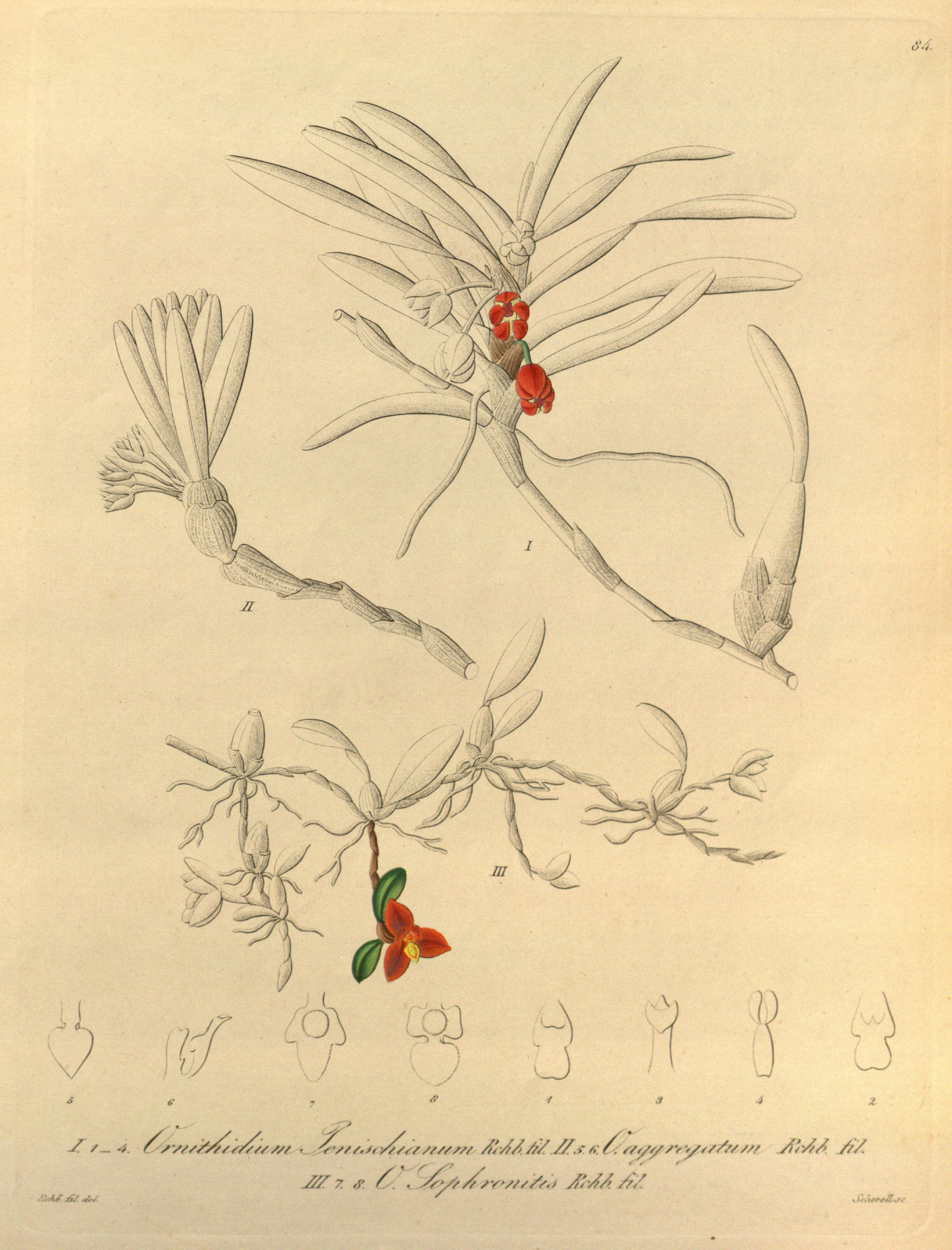